# Родниковский сельсовет (Красноярский край)
Роднико́вский сельсове́т — упразднённые административно-территориальная единица и муниципальное образование (сельское поселение) в Шарыповском районе Красноярского края. Административный центр поселения — село Родники.
6 января 2020 года сельское поселение было упразднено в связи с преобразованием муниципального района в Шарыповский муниципальный округ, переходный период до 1 января 2021 года. На уровне административно-территориального устройства соответствующий сельсовет был упразднён со 2 августа 2021 года в связи с преобразованием района в округ.

## География
Родниковский сельсовет находится на юго-западе Красноярского края, севернее районного центра.

## История
Родниковский сельсовет наделён статусом сельского поселения в 2005 году.

## Население
| 2010 | 2012  | 2013  | 2014  | 2015  | 2016  | 2017  |
| ---- | ----- | ----- | ----- | ----- | ----- | ----- |
| 1919 | ↘1843 | ↘1766 | ↘1723 | ↘1637 | ↘1583 | ↘1557 |

Гендерный состав
По данным Всероссийской переписи населения 2010 года 2 мужчины и 997 женщин из 1919 чел.

## Состав сельского поселения
В состав сельского поселения входят 6 населённых пунктов:
| № | Населённый пункт | Тип населённого пункта       | Население |
| - | ---------------- | ---------------------------- | --------- |
| 1 | Дубинино         | село                         | ↘399      |
| 2 | Никольск         | село                         | 196       |
| 3 | Родники          | село, административный центр | 902       |
| 4 | Росинка          | деревня                      | 148       |
| 5 | Скворцово        | деревня                      | 190       |
| 6 | Шушь             | посёлок                      | ↘84       |